# Piero Messina (regista)
Piero Messina (Caltagirone, 30 aprile 1981) è un regista, sceneggiatore e musicista italiano.

## Biografia
Dopo gli studi al DAMS di Roma Tre, si diploma in regia al Centro sperimentale di cinematografia di Roma. Esordisce come regista nel 2004 con il cortometraggio Stidda ca curri, vincitore del "50° Taormina Film Fest". Si dedica contemporaneamente alla realizzazione di colonne sonore. Nel 2009 il suo cortometraggio La porta è in concorso al Festival di Rotterdam. Nel 2011 il suo cortometraggio Terra viene presentato al 65º Festival di Cannes. L'anno successivo con il cortometraggio La prima legge di Newton vince la menzione speciale al Festival Internazionale del Film di Roma. Lo stesso cortometraggio è in cinquina per il Nastro d'argento e per il Globo d'oro. Per Giorgio Armani realizza il cortometraggio Frames of Life, interpretato da Paolo Sorrentino.
Nel 2015 gira il suo primo lungometraggio, L'attesa, con protagonista Juliette Binoche, prodotto da Indigo Film e Medusa Film. Il film è presentato in concorso ufficiale alla 72ª Mostra internazionale d'arte cinematografica di Venezia e al Toronto Film Festival, venendo poi distribuito in circa 20 paesi. Grazie a questo film, Piero Messina ha vinto nel 2015 il Globo d'oro come miglior regista esordiente. È stato successivamente regista della serie Netflix Suburra (2 stagione) e della serie L'Ora - Inchiostro contro piombo. Il 18 febbraio 2024, ha ufficialmente presentato un nuovo film, Another End, in concorso alla 74ª edizione del Festival internazionale del cinema di Berlino. Il lungometraggio è stato poi distribuito nelle sale italiane a partire dal 21 marzo dello stesso anno.

## Filmografia

### Regista

#### Cinema
- Stidda ca curri - Cortometraggio (2004)
- Pirrera - Cortometraggio (2005)
- La vita dentro, storia di Antonio Tessitore - Cortometraggio (2007)
- Un'altra volta - Cortometraggio (2008)
- La porta - Cortometraggio (2009)
- Atto V - Cortometraggio (2010)
- Terra (2011)
- La prima legge di Newton - Cortometraggio (2012)
- Films of City Frames - Cortometraggio (2014)
- L'attesa (2015)
- Another End (2024)

#### Televisione
- Capolavori svelati - documentari in 8 episodi per Sky Arte HD (2013)
- Artist In Love - documentari in 10 episodi per Sky Uk S
- Stasera Casa Mika - Opening delle 4 puntate
- Suburra -Seconda stagione Netflix
- L'Ora - Inchiostro contro piombo – serie TV (2022)

#### Videoclip
- Attenta, Negramaro

### Compositore
- Gli invisibili - Esordi nel cinema italiano 2000-2006 (2007)
- Il quinto mondo (2007)
- Il senso degli altri, regia di Marco Bertozzi - documentario (2007)
- La minaccia, regia di Silvia Luzi e Luca Bellino - documentario (2007)
- I gigantari (2008)
- Tarda estate (2010)

## Riconoscimenti
- David di Donatello
  - 2016 - Candidatura al miglior regista esordiente per L'attesa
- Nastri d'argento
  - 2016 – Nastri d'argento SIAE per i nuovi sceneggiatori per L'attesa
  - 2016 - Candidatura al miglior regista esordiente per L'attesa
  - 2024 - Miglior soggetto per Another End